# Evelyn Farrell
Evelyn Farrell (10 april 1960) is een atleet uit Aruba.
Op de Olympische Zomerspelen van Los Angeles in 1984 nam Farrell voor Aruba deel aan de 100 meter sprint.
Vier jaar later, op de Olympische Zomerspelen van Seoul in 1988 liep ze de 100 meter sprint en de 200 meter.
Farrell was de eerste vrouw van Arubaanse afkomst die deelnam aan de 100 meter sprint op de Olympische Zomerspelen, feitelijk was ze de eerste Arubaanse die deel nam aan de Olympische Zomerspelen. Na haar sportcarrière werd ze president van de Arubaanse Atletiek Bond.
- World Athletics: 14549627